# DeForest Richards
DeForest Richards (6 de Agosto de 1846 - 28 de Abril de 1903) foi um banqueiro, fazendeiro e político americano. Foi o quinto Governador do estado do Wyoming e o primeiro a morrer enquanto ainda estava no cargo.

## Biografia
Nascido em Charlestown, Nova Hampshire, Richards graduou-se com louvor na Kimball Union Academy e frequentou a Phillips Andover Academy em Massachusetts. Era descendente de famílias de colonos antigos, chegando em 1630 por parte de seu pai e 1640 por parte de sua mãe. Seu avô materno, William Jarvis, foi nomeado cônsul em Portugal por Thomas Jefferson em 1802. Seu pai, J. DeForest Richards, foi um importante ministro congregacional e educador que exerceu como presidente da Universidade Estadual do Alabama em Tuscaloosa.
Em 1871, casou-se com Elsie Jane Ingersol, uma nativa do Alabama descendente de uma família proeminente do nordeste. Tiveram dois filhos, uma filha e um filho, J. De Forest Richards.

## Carreira
Richards mudou-se para o Alabama durante a Reconstrução pós-Guerra Civil, mudando-se com seu pai em 1865 para administrar uma plantação de algodão. Aos 21 anos, foi eleito para a primeira assembleia legislativa estadual do Alabama após a Reconstrução. Foi eleito xerife do Condado de Wilcox em 1868, cargo que ocupou por quatro anos. Aposentou-se da política e abriu um curtume, que ficou endividado. Reorganizou a empresa e trabalhou como sapateiro por dois anos para pagar suas dívidas e acumular capital para iniciar um novo negócio. Então abriu um negócio de merchandising em Camden, Alabama, onde construiu um "comércio grande e lucrativo", tornando-se um líder na comunidade.
Em 1885, mudou-se para Chadron, Nebraska, onde continuou suas atividades de merchandising e exerceu como tesoureiro do condado.
Após suas experiências em Chadron, Richards mudou-se para Douglas, Wyoming, onde fundou a empresa mercantil Richards and Lidell. Também ajudou a fundar o Primeiro Banco Nacional de Douglas, do qual foi o primeiro Presidente. Tanto a empresa quanto o banco foram muito bem-sucedidos, e Richards passou para a política, concorrendo com sucesso a prefeito de Douglas, comandando a Guarda Nacional do Wyoming, participando da Convenção Constitucional que viu o Território de Wyoming atingir a condição de Estado e estar no Senado de Wyoming.
Em 1898, concorreu como candidato Republicano a Governador do estado e derrotou o candidato Democrata Horace C. Alger por 1.394 votos.
Como governador, Richards defendeu a redução do controle das terras do Wyoming pelo governo federal. Apoiou a cessão de terras de propriedade federal ao estado e se opôs ao arrendamento federal de terras para pastagem, preferindo a propriedade estadual ou o uso livre. Ao mesmo tempo, defendeu instituições sociais estatais, defendendo dotações da assembleia legislativa para instituições penais, um lar para doentes mentais, um hospital geral, uma escola para deficientes e um lar para soldados e marinheiros. Apoiou a construção de ferrovias e exerceu como líder em uma empresa ferroviária que tentou conectar a Union Pacific Railroad com áreas de mineração em Wyoming.
Concorreu a um segundo mandato em 1902, derrotando George T. Beck pela maior margem desde que o Território ingressou na União em 1890.

## Morte
Morreu de doença renal em sua casa em Cheyenne no dia 28 de Abril de 1903, quatro meses após o segundo mandato. Richards era membro do Sagrado Arco Real. Seu corpo está sepultado no Cemitério Lakeview em Cheyenne.